# 平雅康
平 雅康（たいら の まさやす）は、平安時代中期の貴族・歌人。桓武平氏高棟王流、播磨守・平生昌の子。官位は正五位下・安芸守。

## 経歴
父・平生昌と同様に大学寮に入って文章生となる。勘解由判官を経て、寛弘8年（1011年）三条天皇の即位後に六位蔵人に任ぜられ、式部丞も兼ねる。三条朝末の長和4年（1015年）巡爵により従五位下に叙せられた。
のち、後一条朝で右衛門権佐を務め、後冷泉朝の永承4年（1049年）には斎宮寮頭の官職にあったが、志摩国の神宮御厨と争いを起こしている。官位は正五位下・安芸守に至った。

## 逸話
『十訓抄』には以下の逸話がある。
落度もさることにて、さし過ぎたる振舞ひ、目に立ちて悪しきことなり。源氏物語にあるかとよ、柏木右衛門督の妹、近江君、さし過ぎ、かたはらいたかりけんこそをかしけれ。大江時棟、宇治殿の蔵人所につらなれる日、雅康が左衛門佐にて、文字を来問ひけるぞ、時棟、答へざりけり。かたはらなる範国朝臣いはく、「時棟、課試及第二ヶ度なり。今始めて文字を問ふべきにあらず。きはめたる痴者なり」とぞ言ひける。

## 人物
勅撰歌人として『千載和歌集』に1首入集している。 
もろともに 春の花をは みしものを 人におくるる 秋そかなしき

## 官歴
- 寛弘3年（1006年） 2月8日：見文章生[4]
- 時期不詳：勘解由判官
- 寛弘8年（1011年） 8月11日：六位蔵人、勘解由判官如元[5]
- 長和2年（1013年） 正月28日：見式部丞[5]
- 長和4年（1015年） 正月5日：従五位下?[6]
- 万寿5年（1028年） 2月19日?：右衛門権佐[7]
- 長元8年（1035年） 日付不詳：罷右衛門権佐[8]
- 永承4年（1049年） 日付不詳：見斎宮寮頭[9]
- 時期不詳：正五位下。安芸守[10]

## 系譜
『尊卑分脈』による。
- 父：平生昌
- 母：不詳
- 妻：藤原興方の娘